# Pandan Sejahtera
Pandan Sejahtera is een bestuurslaag in het regentschap Tanjung Jabung Timur van de provincie Jambi, Indonesië. Pandan Sejahtera telt 1653 inwoners (volkstelling 2010).